# District de Jindřichův Hradec
Le district de Jindřichův Hradec (en tchèque : okres Jindřichův Hradec) est un des sept districts de la région de Bohême-du-Sud, en Tchéquie. Son chef-lieu est la ville de Jindřichův Hradec.

## Liste des communes
Le district compte 106 communes, dont 13 ont le statut de ville (město, en gras) et 1 celui de bourg (městys, en italique) :
Báňovice - Bednárec - Bednáreček - Blažejov - Bořetín - Březina - Budeč - Budíškovice - Cep - Červený Hrádek - České Velenice - Český Rudolec - Chlum u Třeboně - Číměř - Cizkrajov - Člunek - Dačice - Dešná - Deštná - Dívčí Kopy - Dobrohošť - Dolní Pěna - Dolní Žďár - Domanín - Doňov - Drunče - Dunajovice - Dvory nad Lužnicí - Frahelž - Hadravova Rosička - Halámky - Hamr - Hatín - Heřmaneč - Horní Meziříčko - Horní Němčice - Horní Pěna - Horní Radouň - Horní Skrýchov - Horní Slatina - Hospříz - Hrachoviště - Hříšice - Jarošov nad Nežárkou - Jilem - Jindřichův Hradec - Kačlehy - Kamenný Malíkov - Kardašova Řečice - Klec - Kostelní Radouň - Kostelní Vydří - Kunžak - Lásenice - Lodhéřov - Lomnice nad Lužnicí - Lužnice - Majdalena - Nová Bystřice - Nová Olešná - Nová Včelnice - Nová Ves nad Lužnicí - Novosedly nad Nežárkou - Okrouhlá Radouň - Peč - Písečné - Pístina - Plavsko - Pleše - Pluhův Žďár - Polště - Ponědraž - Ponědrážka - Popelín - Příbraz - Rapšach - Ratiboř - Rodvínov - Roseč - Rosička - Slavonice - Smržov - Staňkov - Staré Hobzí - Staré Město pod Landštejnem - Stráž nad Nežárkou - Stříbřec - Střížovice - Strmilov - Studená - Suchdol nad Lužnicí - Světce - Třebětice - Třeboň - Újezdec - Velký Ratmírov - Vícemil - Višňová - Vlčetínec - Volfířov - Vydří - Záblatí - Záhoří - Zahrádky - Žďár - Županovice.
Le district est partagé entre les régions historiques de Bohême et de Moravie : 78 communes sont situées en Bohême, 24 en Moravie et 4 sont partagées entre les deux régions.

## Principales communes
Population des dix principales communes du district au 1er janvier 2024 et évolution depuis le 1er janvier 2023 :
| Jindřichův Hradec   | 20 747 | en diminution   |
| Třeboň              | 8 262  | en augmentation |
| Dačice              | 7 228  | en diminution   |
| České Velenice      | 3 667  | en augmentation |
| Suchdol nad Lužnicí | 3 608  | en stagnation   |
| Nová Bystřice       | 3 219  | en augmentation |
| Slavonice           | 2 268  | en augmentation |
| Kardašova Řečice    | 2 242  | en diminution   |
| Nová Včelnice       | 2 233  | en diminution   |
| Studená             | 2 205  | en diminution   |